# UFC 239
UFC 239: Jones vs. Santos fue un evento de artes marciales mixtas producido por Ultimate Fighting Championship que se llevó a cabo el 6 de julio de 2019 en la T-Mobile Arena en Paradise, Nevada.

## Historia
Un combate por el Campeonato de Peso Semipesado entre el actual y dos veces campeón Jon Jones y Thiago Santos fue el evento estelar de la noche.
Amanda Nunes, actual Campeona de Peso Gallo (también Campeona de Peso Pluma) defendió su campeonato contra la excampeona Holly Holm en el combate coestelar del evento.
Francis Ngannou fue programado para enfrentar al excampeón de peso pesado Junior dos Santos en el evento. El combate originalmente tendría lugar en septiembre de 2017 en UFC 215, pero dos Santos fue retirado de la pelea por fallar un test antidopaje. Sin embargo, el 21 de mayo se reportó que la pelea había sido movida a UFC on ESPN 3 luego de que Tyron Woodley tuviera que abandonar su combate contra Robbie Lawler por una lesión.
Gilbert Melendez enfrentará a Arnold Allen en el evento. El combate fue programado originalmente para tener lugar en noviembre de 2018 en The Ultimate Fighter: Heavy Hitters Finale, sin embargo Melendez tuvo que abandonar la pelea por una lesión.
El ganador peso gallo de The Ultimate Fighter: Latin America, Alejandro Pérez, está programado para enfrentar a Yadong Song en el evento. La pelea fue programada para tener lugar en marzo de 2019 en UFC 235 pero Song abandonó el combate por razones desconocidas.
Se esperaba que Sean O'Malley enfrentara a Marlon Vera en el evento. Sin embargo, el 21 de junio O'Malley se retiró de la pelea tras fallar un test antidopaje por ostarine. La Comisión Atlética del Estado de Nevada lo suspendió por la violación, por otra parte la USADA no impuso ninguna sanción contra O'Malley. La ostarine hallada en su sistema es residuo de la prueba fallida antes de UFC 229. Fue reemplazado por Nohelin Hernández.
Melissa Gatto estaba programada para enfrentar a Julia Ávila en el evento. Sin embargo, el 24 de junio Gatto fue removida de la cartelera por razones desconocidas y reemplazada por Pannie Kianzad.

## Resultados
1. ↑  Por el Campeonato de Peso Semipesado de UFC.
2. ↑  Por el Campeonato de Peso Gallo de Mujeres de UFC.

## Premios extra
Los siguientes peleadores recibieron $50.000 en bonos:
- Actuación de la Noche: Jorge Masvidal, Amanda Nunes, Yadong Song y Jan Błachowicz